# Pelophylax terentievi
Pelophylax terentievi es un anuro de la familia Ranidae.

## Distribución
Se distribuye por Tayikistán en el valle cerca de Obi-Garm, el noroeste de Sinkiang (China) y posiblemente Afganistán.
Su hábitat natural son las zonas pantanosas cerca de corrientes termales. Es estatus de esta especie se desconoce.

## Descripción
Esta especie se parece morfológicamente a Pelophylax ridibundus. Solo se pueden distinguir a nivel bioquímico.

## Publicación original
- Mezhzherin, 1992 : A new species of green frogs Rana terentievi sp. nova (Amphibia, Ranidae) from South Tadjikistan. Dopovidi Akademiï nauk Ukraïnskoï RSR. Seriia B, Mathematicheskie, Estestvennye, Tekhnickeskie Nauki, vol. 5, p. 150-153.